# Autopsie d'un meurtre
Pour plus de détails, voir Fiche technique et Distribution.
Autopsie d'un meurtre (Anatomy of a Murder) est un film de procès américain réalisé par Otto Preminger, sorti en 1959.

## Synopsis

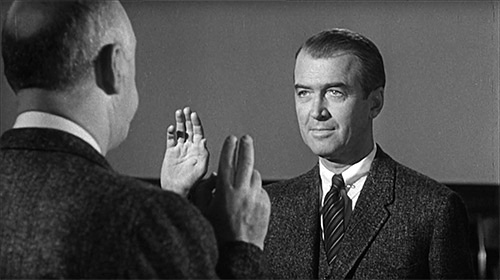
James Stewart, l'avocat Paul Biegler.

Depuis qu'il a quitté son poste d'avocat général, Paul Biegler, avocat dans une petite ville de la péninsule supérieure du Michigan, occupe son temps à la pêche, daignant à l'occasion prendre une affaire sans grande importance pour maintenir à flot son cabinet. Son confrère Parnell McCarthy, lui-même en retrait de la vie judiciaire, a sombré dans l'alcoolisme. Ainsi chacun vaque à ses activités.
Le crime commis par Frederick Manion, lieutenant de l'armée, fait la une de la presse : il a assassiné, de sang-froid semble-t-il, l'homme qui a violé son épouse. Parnell pousse Biegler à prendre la défense du militaire. Tous deux s'attellent à la tâche. Ils plaident non coupable, arguant que Frederick a tué sous l'empire d'une « impulsion irrésistible » et non d'un désir de vengeance. Frederick est finalement reconnu non coupable par le jury.

## Fiche technique
- Titre : Autopsie d'un meurtre
- Titre original : Anatomy of a Murder
- Réalisation : Otto Preminger

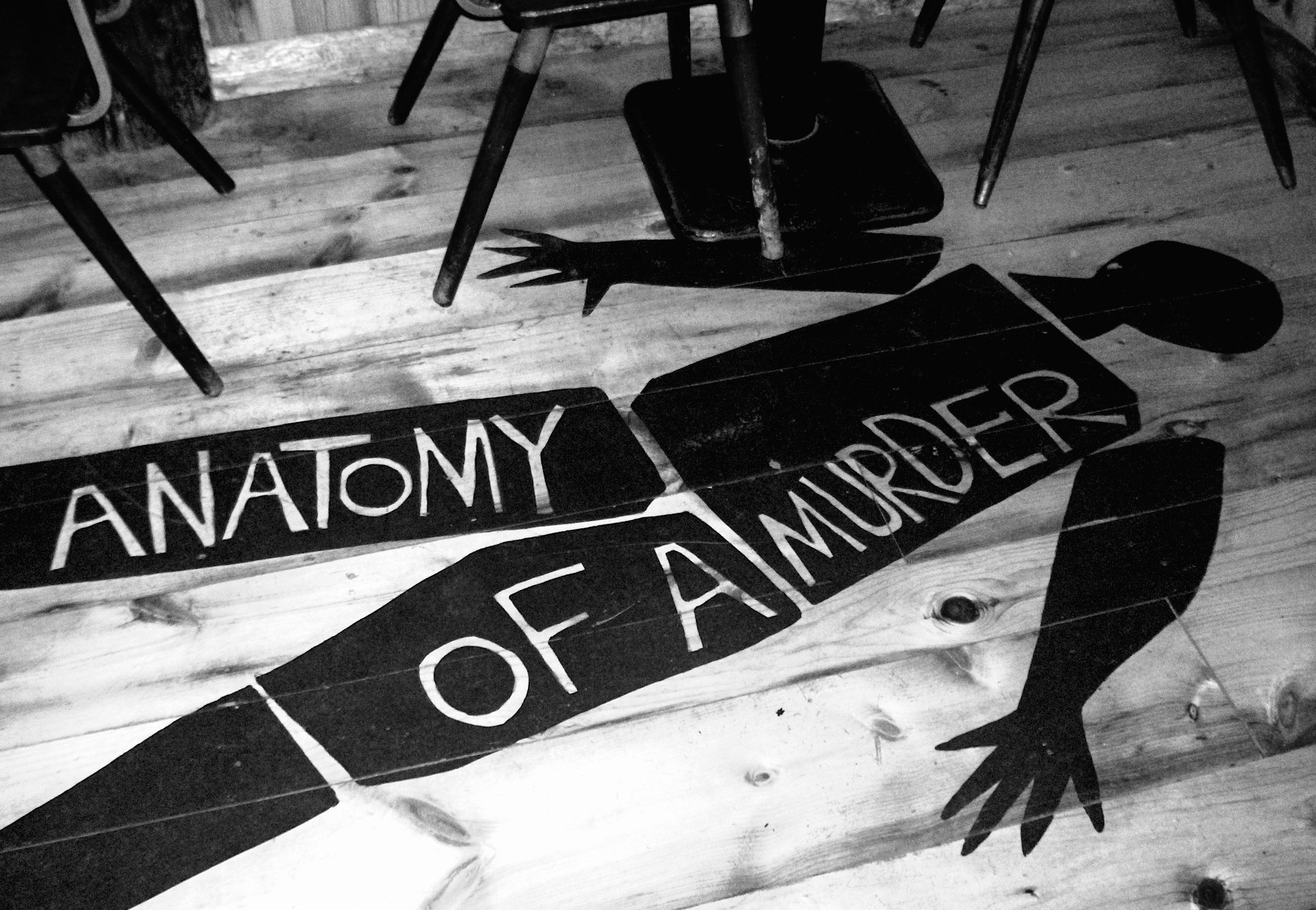
Dessin de Saul Bass pour le générique.

- Scénario : Wendell Mayes, d'après le roman de John D. Voelker (signé du pseudonyme Robert Traver)
- Production : Otto Preminger
- Société de production : Carlyle Productions
- Budget : 5,5 millions de dollars (4,17 millions d'euros)
- Musique : Duke Ellington
- Photographie : Sam Leavitt
- Montage : Louis R. Loeffler
- Décors : Boris Leven
- Générique et affiche : Saul Bass
- Pays de production :  États-Unis
- Langue originale : anglais
- Format : noir et blanc - 1,85:1 - mono - 35 mm
- Société de distribution : Columbia Pictures
- Genre : drame, film de procès
- Durée : 160 minutes
- Date de sortie : 
  - États-Unis : 1er juillet 1959
- Affiches : Saul Bass (États-Unis), Georges Kerfyser (France)

## Distribution

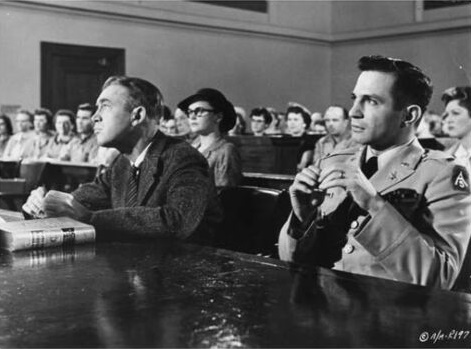
James Stewart et Ben Gazzara dans une scène du film.

- James Stewart (VF : Bernard Noël) : Paul Biegler
- Arthur O'Connell (VF : Camille Guérini) : Parnell Emmett McCarthy
- Lee Remick : Laura Manion
- Ben Gazzara (VF : Michel Roux) : le lieutenant Frederick Manion
- Eve Arden : Maida Rutledge
- Kathryn Grant (VF : Arlette Thomas) : Mary Pilant
- Brooks West (VF : Jean-Henri Chambois) : Mitch Lodwick, avocat général
- Joseph N. Welch (en) (VF : Maurice Porterat) : le juge Weaver
- George C. Scott (VF : Pierre Asso) : Claude Dancer, assistant de l'avocat général
- Murray Hamilton (VF : Albert Augier) : Alphonse Paquette
- Orson Bean (VF : Gabriel Cattand) : le docteur Matthew Smith
- Russ Brown (en) (VF : André Valmy) : George Lemon
- John Qualen : le shérif Sulo
- Ken Lynch (VF : Claude Bertrand) : l'inspecteur James Durgo
- Don Ross (VF : Pierre Trabaud) : Duane Miller
- Jimmy Conlin (VF : Paul Villé) : Clarence Madigan
- Duke Ellington (VF : André Valmy) : Pie Eye (non crédité, son apparition étant très brève, mais Ellington est crédité pour la musique)

## Production

### Origine du scénario

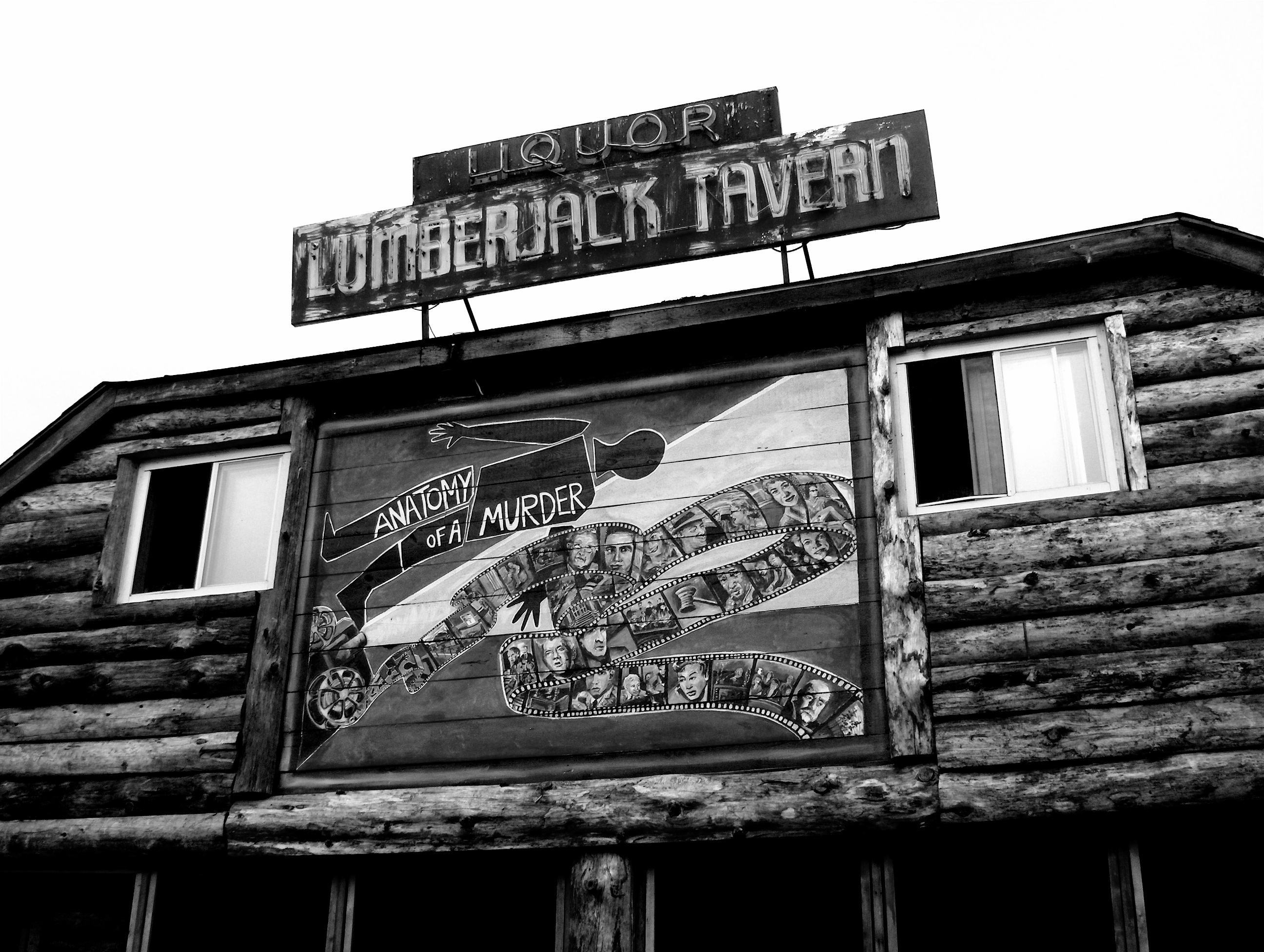
La façade du Lumberjack.

Le scénario est tiré du roman écrit par le juge John D. Voelker à partir d'un meurtre réel commis en 1952 à l'auberge Lumberjack de Big Bay, dans le Michigan.
Voelker avait vendu en octobre 1957 les droits de tournage à Ray Stark, qui les céda à son tour l'année suivante à Otto Preminger, avec l'accord de l'auteur.

### Choix des interprètes
L'actrice Lana Turner devait jouer le rôle de Laura mais, en conflit avec le producteur, elle fut remplacée par Lee Remick.

Après avoir initialement envisagé de confier le rôle du juge Weaver à Spencer Tracy, qui le refusa, puis à Burl Ives, qui déclina également, Preminger suivit la suggestion de son assistant Nat Rudich et engagea un véritable homme de loi. Son choix se porta vers Joseph N. Welch (en), qui jouissait d'une forte notoriété grâce à son rôle dans la chute du sénateur Joseph McCarthy, en lui déclarant : 

« At long last, have you left no sense of decency? »

Le réalisateur a justifié ce choix en indiquant que « Welch apportait à son rôle une authenticité difficile à exprimer pour un [acteur] professionnel. »

### Tournage
Le tournage s'est déroulé du 23 mars au 15 mai 1959 à Big Bay (en), Ishpeming, Marquette et Michigamme (en).

### Censure
À sa sortie en France, le film fut amputé de plusieurs scènes. Les scènes manquantes ont été rajoutées lors de la sortie en DVD mais demeurent en version originale sous-titrée.

## Distinctions

### Récompenses
- Grammy Award de la meilleure bande originale de film en 1959.
- NYFCC Award du meilleur scénario et meilleur acteur pour James Stewart en 1959.
- Meilleur acteur pour James Stewart, lors de la Mostra de Venise en 1959.

### Nominations
- Lion d'or de Saint Marc, lors de la Mostra de Venise en 1959.
- Oscars du meilleur film, meilleur scénario adapté, meilleure photographie, meilleur montage, meilleur acteur pour James Stewart et meilleurs seconds rôles masculins pour Arthur O'Connell et George C. Scott en 1960.
- Meilleur film, meilleur acteur étranger pour James Stewart et meilleur espoir masculin pour Joseph N. Welch, lors des BAFTA Awards en 1960.
- Meilleur réalisateur, par la Directors Guild of America en 1960.
- Golden Globes du meilleur film dramatique, meilleur réalisateur, meilleur acteur pour Joseph N. Welch et meilleure actrice pour Lee Remick en 1960.
- Meilleur scénario, par la Writers Guild of America en 1960.

## Éditions

### Vidéo
Le film ressort en édition Prestige limitée le 30 octobre 2019, édité par Carlotta. Le film possède une restauration 4K.

### Découpage
Le découpage intégral du film, avec les dialogues en français et en anglais, a été publié dans L’Avant-Scène Cinéma (n° 680/681, février-mars 2021).